# Fågel blå (film)
Fågel blå (engelska: The Blue Bird) är en amerikansk fantasyfilm i Technicolor från 1940 i regi av Walter Lang. Filmen är baserad på Maurice Maeterlincks pjäs med samma namn från 1908. Filmen var avsedd som 20th Century Fox svar på MGMs Trollkarlen från Oz, som haft premiär föregående år. Den handlar om en osympatisk liten flicka (spelad av Shirley Temple) och hennes sökande efter lyckan. Filmen nominerades i två Oscarskategorier, Bästa foto och Bästa specialeffekter.

## Handling
Filmens handling utspelar sig i Tyskland under Napoleonkrigen. Mytyl, en ouppfostrad dotter till en fattig vedhuggare, hittar en speciell fågel i skogen som hon vägrar ge bort till sin sjuka vän Angela. Hennes mor och far är förtvivlade över Mytyls beteende. 
Samma natt besöks Mytyl av älvan Berylune i en dröm, älvan sänder henne och hennes bror Tyltyl ut för att leta efter lyckans blå fågel. För att de ska kunna följa med dem på färden förvandlar älvan deras hund Tylo, katt Tylette och ljuslykta till människor.

## Rollista i urval
- Shirley Temple – Mytyl
- Spring Byington – Mummy Tyl
- Nigel Bruce – Mr. Luxury
- Gale Sondergaard – Tylette
- Eddie Collins – Tylo
- Sybil Jason – Angela Berlingot
- Jessie Ralph – älvan Berylune
- Helen Ericson – Ljus
- Johnny Russell – Tyltyl
- Laura Hope Crews – Mrs. Luxury
- Russell Hicks – Daddy Tyl
- Cecilia Loftus – Granny Tyl
- Al Shean – Grandpa Tyl
- Leona Roberts – Mrs. Berlingot
- Gene Reynolds – flitig pojke
- Stanley Andrews – Wilhelm
- Frank Dawson – Caller of Roll
- Sterling Holloway – Wild Plum
- Thurston Hall – Fader Tid
- Edwin Maxwell – Oak
- Keith Hitchcock – Major Domo
- Ann Todd – Little Sister